# Dryopteris martinsiae
Dryopteris martinsiae är en träjonväxtart som beskrevs av Fraser-jenk. Dryopteris martinsiae ingår i släktet Dryopteris och familjen Dryopteridaceae. Inga underarter finns listade.